# Maria Teresa d'Asburgo-Teschen (duchessa di Württemberg)
Maria Teresa d'Asburgo-Teschen, (nome completo Maria Teresa Anna d'Asburgo-Teschen) (Vienna, 15 luglio 1845 – Tubinga, 8 ottobre 1927), nata arciduchessa d'Austria e principessa d'Ungheria e Boemia, divenne duchessa del Württemberg come consorte di Filippo di Württemberg.

## Biografia

### Infanzia

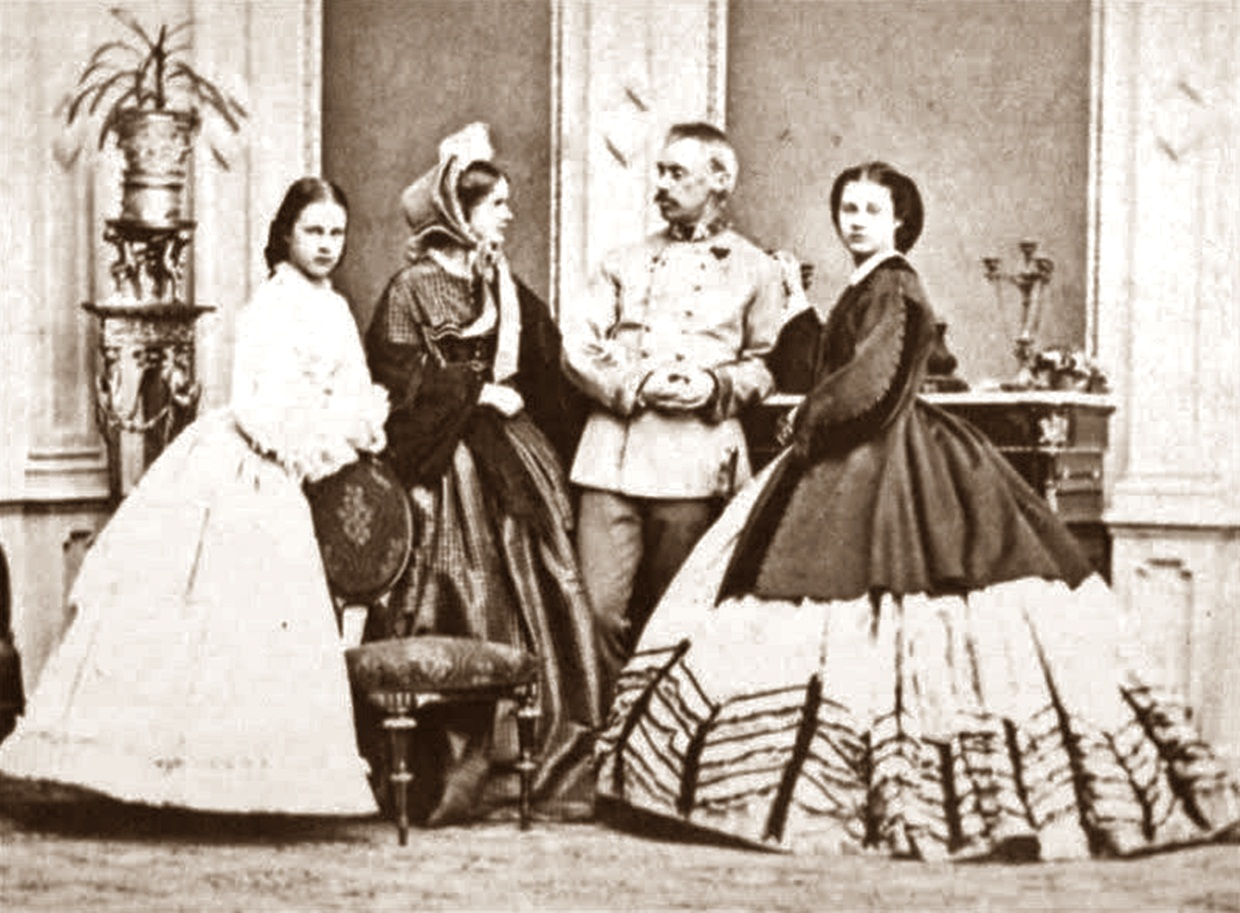
L'arciduca Alberto d'Asburgo-Teschen e la sua famiglia in una fotografia d'epoca

Suo padre era Alberto d'Asburgo-Teschen, figlio dell'arciduca Carlo d'Asburgo-Teschen e della principessa Enrichetta di Nassau-Weilburg; sua madre era la principessa Ildegarda di Baviera, figlia del re Luigi I di Baviera e della consorte Teresa di Sassonia-Hildburghausen.
La famiglia trascorreva l'estate nel Castello Weilburg, costruito dal nonno paterno, l'arciduca Carlo, per la moglie, la principessa Enrietta di Nassau-Weilburg; mentre gli inverni li trascorrevano a Vienna, nel palazzo dell'arciduca Alberto, l'Albertina (oggi è un museo nel centro di Vienna).

### Matrimonio

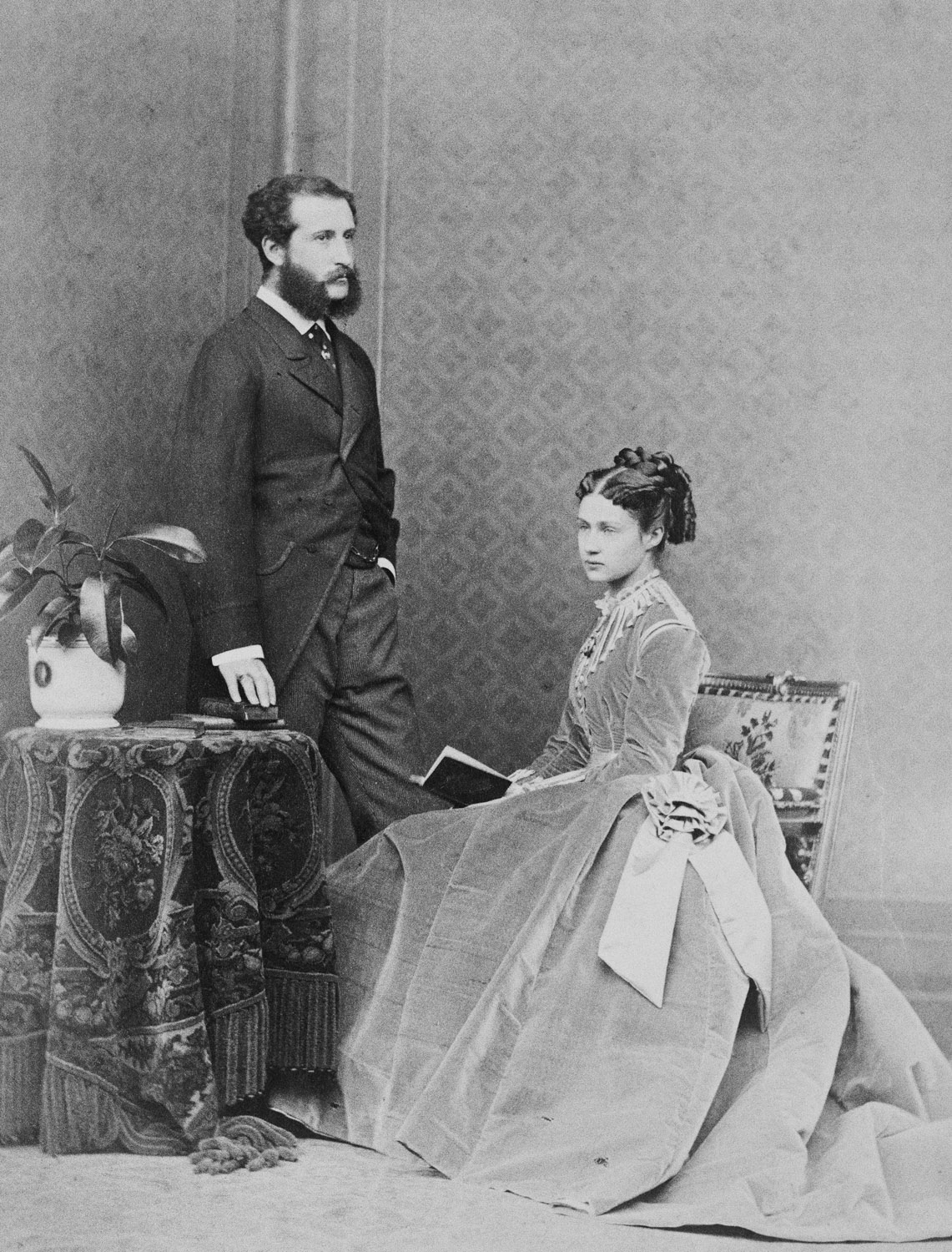
L'arcirduchessa Maria Teresa e il duca Filippo di Württemberg negli anni '60 del XIX secolo

Il 18 gennaio del 1865 a Vienna, Maria Teresa sposò il duca Filippo di Württemberg, figlio del duca Alessandro di Württemberg (1804-1881) e della duchessa Maria d'Orléans, nata principessa di Francia.
Nel 1891, il re Guglielmo II del Württemberg era senza eredi. Legittimo erede al trono era il principe Filippo, marito di Maria Teresa. Dal momento che era 10 anni più vecchio del Re venne dichiarato erede al trono il suo figlio maggiore, il principe Alberto, e di conseguenza fu educato alla gestione del regno e andò a vivere in castel Traunsee.
Nel 1905, il principe Filippo vendette il palazzo a Vienna e con la moglie e la famiglia si trasferì a Stoccarda, nel Palazzo Ducale. Nel mese di ottobre del 1917, il principe Filippo, morì all'età di 79 anni.

### Ultimi anni e morte

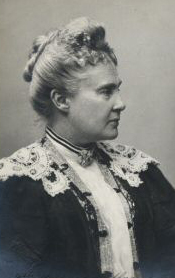
Maria Teresa d'Asburgo, duchessa di Württemberg, fotografata in tarda età nel 1915

Nel 1918 il Regno di Württemberg cessò di esistere. Maria Teresa si trasferì allora nei pressi di Tubinga. Suo figlio e la sua famiglia andarono a vivere, invece, in un castello in Alta Svevia, ricevuto dal Re nel 1919. Maria Teresa morì a Tubinga l'8 ottobre 1927.

## Discendenza

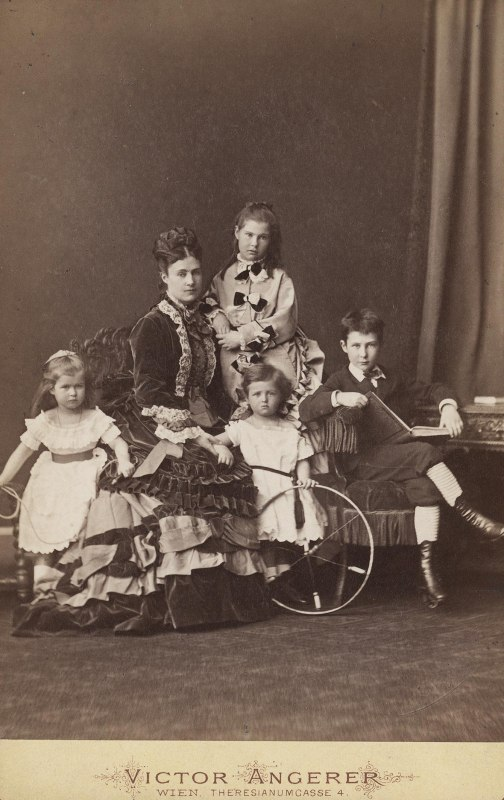
La duchessa Maria Teresa fotografata con i figli nel 1876

L'arciduchessa Maria Teresa e il duca Filippo di Württemberg ebbero cinque figli:
| Immagine | Nome                                                                 | Nascita                           | Morte                       | Matrimonio               | Consorte                                                                | Discendenza         | Titoli e note                                        |
| -------- | -------------------------------------------------------------------- | --------------------------------- | --------------------------- | ------------------------ | ----------------------------------------------------------------------- | ------------------- | ---------------------------------------------------- |
|          | Alberto Albrecht Maria Alexander Philipp Joseph                      | 23 dicembre 1865, Vienna          | 29 ottobre 1939, Altshausen | 24 gennaio 1893, Vienna  | Margherita Sofia d'Asburgo-Lorena (13 maggio 1870 - 24 agosto 1902)     | 7 figli e 12 nipoti | duca di Wurttemberg                                  |
|          | Maria Amelia Marie Amalie Hildegard Philippine Theresia Josephine    | 24 dicembre 1865, Vienna          | 16 dicembre 1883, Dresda    |                          |                                                                         |                     | duchessa di Wurttemberg                              |
|          | Maria Isabella Maria Isabella Philippine Theresia Mathilde Josephine | 30 agosto 1871, Orth an der Donau | 24 maggio 1904, Dresda      | 5 aprile 1894, Stoccarda | Giovanni Giorgio di Sassonia (10 luglio 1869 - 24 novembre 1938)        |                     | duchessa di Wurttemberg, poi principessa di Sassonia |
|          | Roberto Robert Maria Klemens Philipp Joseph                          | 14 gennaio 1873, Merano           | 12 aprile 1947, Altshausen  | 29 ottobre 1900, Vienna  | Maria Immacolata d'Asburgo-Lorena (3 settembre 1878 - 25 novembre 1968) |                     | duca di Wurttemberg                                  |
|          | Ulrico Ulrich Maria Ludwig Philipp Joseph Anton                      | 13 giugno 1877, Gmunden           | 13 giugno 1944, Altshausen  |                          |                                                                         |                     | duca di Wurttemberg                                  |

## Ascendenza
|                                   |                           |                                            | Genitori                                                  |  |  | Nonni |  |  | Bisnonni                     |  |  | Trisnonni             |  |
|                                   |                           |                                            |                                                           |  |  |       |  |  | Leopoldo II d'Asburgo-Lorena |  |  | Francesco I di Lorena |  |
|                                   |                           |                                            |                                                           |  |  |       |  |  | Leopoldo II d'Asburgo-Lorena |  |  | Francesco I di Lorena |  |
|                                   |                           | Maria Teresa d'Austria                     |                                                           |  |  |       |  |  | Leopoldo II d'Asburgo-Lorena |  |  |                       |  |
| Carlo d'Asburgo-Teschen           |                           |                                            |                                                           |  |  |       |  |  | Leopoldo II d'Asburgo-Lorena |  |  |                       |  |
|                                   |                           | Maria Luisa di Borbone-Spagna              | Carlo III di Spagna                                       |  |  |       |  |  |                              |  |  |                       |  |
|                                   |                           | Maria Luisa di Borbone-Spagna              | Carlo III di Spagna                                       |  |  |       |  |  |                              |  |  |                       |  |
|                                   |                           | Maria Luisa di Borbone-Spagna              | Maria Amalia di Sassonia                                  |  |  |       |  |  |                              |  |  |                       |  |
| Alberto d'Asburgo-Teschen         |                           | Maria Luisa di Borbone-Spagna              |                                                           |  |  |       |  |  |                              |  |  |                       |  |
|                                   |                           | Federico Guglielmo di Nassau-Weilburg      | Carlo Cristiano di Nassau-Weilburg                        |  |  |       |  |  |                              |  |  |                       |  |
|                                   |                           | Federico Guglielmo di Nassau-Weilburg      | Carlo Cristiano di Nassau-Weilburg                        |  |  |       |  |  |                              |  |  |                       |  |
|                                   |                           | Federico Guglielmo di Nassau-Weilburg      | Carolina d'Orange-Nassau                                  |  |  |       |  |  |                              |  |  |                       |  |
| Enrichetta di Nassau-Weilburg     |                           | Federico Guglielmo di Nassau-Weilburg      |                                                           |  |  |       |  |  |                              |  |  |                       |  |
|                                   |                           | Luisa Isabella di Kirchberg                | Giorgio, Langravio di Kirchberg, Conte di Sayn-Hachenburg |  |  |       |  |  |                              |  |  |                       |  |
|                                   |                           | Luisa Isabella di Kirchberg                | Giorgio, Langravio di Kirchberg, Conte di Sayn-Hachenburg |  |  |       |  |  |                              |  |  |                       |  |
|                                   |                           | Luisa Isabella di Kirchberg                | Elisabetta Augusta Reuss di Greiz                         |  |  |       |  |  |                              |  |  |                       |  |
| Maria Teresa d'Asburgo-Teschen    |                           | Luisa Isabella di Kirchberg                |                                                           |  |  |       |  |  |                              |  |  |                       |  |
|                                   | Massimiliano I di Baviera | Federico Michele di Zweibrücken-Birkenfeld |                                                           |  |  |       |  |  |                              |  |  |                       |  |
|                                   | Massimiliano I di Baviera | Federico Michele di Zweibrücken-Birkenfeld |                                                           |  |  |       |  |  |                              |  |  |                       |  |
|                                   | Massimiliano I di Baviera | Maria Francesca del Palatinato-Sulzbach    |                                                           |  |  |       |  |  |                              |  |  |                       |  |
| Luigi I di Baviera                | Massimiliano I di Baviera |                                            |                                                           |  |  |       |  |  |                              |  |  |                       |  |
|                                   |                           | Augusta Guglielmina d'Assia-Darmstadt      | Giorgio Guglielmo d'Assia-Darmstadt                       |  |  |       |  |  |                              |  |  |                       |  |
|                                   |                           | Augusta Guglielmina d'Assia-Darmstadt      | Giorgio Guglielmo d'Assia-Darmstadt                       |  |  |       |  |  |                              |  |  |                       |  |
|                                   |                           | Augusta Guglielmina d'Assia-Darmstadt      | Maria Luisa Albertina di Leiningen-Dagsburg-Falkenburg    |  |  |       |  |  |                              |  |  |                       |  |
| Ildegarda di Baviera              |                           | Augusta Guglielmina d'Assia-Darmstadt      |                                                           |  |  |       |  |  |                              |  |  |                       |  |
|                                   |                           | Federico di Sassonia-Altenburg             | Ernesto Federico III di Sassonia-Hildburghausen           |  |  |       |  |  |                              |  |  |                       |  |
|                                   |                           | Federico di Sassonia-Altenburg             | Ernesto Federico III di Sassonia-Hildburghausen           |  |  |       |  |  |                              |  |  |                       |  |
|                                   |                           | Federico di Sassonia-Altenburg             | Ernestina Augusta di Sassonia-Weimar                      |  |  |       |  |  |                              |  |  |                       |  |
| Teresa di Sassonia-Hildburghausen |                           | Federico di Sassonia-Altenburg             |                                                           |  |  |       |  |  |                              |  |  |                       |  |
|                                   |                           | Carlotta Giorgina di Meclemburgo-Strelitz  | Carlo II di Meclemburgo-Strelitz                          |  |  |       |  |  |                              |  |  |                       |  |
|                                   |                           | Carlotta Giorgina di Meclemburgo-Strelitz  | Carlo II di Meclemburgo-Strelitz                          |  |  |       |  |  |                              |  |  |                       |  |
|                                   |                           | Carlotta Giorgina di Meclemburgo-Strelitz  | Federica d'Assia-Darmstadt                                |  |  |       |  |  |                              |  |  |                       |  |
|                                   |                           | Carlotta Giorgina di Meclemburgo-Strelitz  |                                                           |  |  |       |  |  |                              |  |  |                       |  |